# Obuchov
Obuchov, en av Rysslands största fabriker för artilleripjäser, belägen utanför Sankt Petersburg. Den är uppkallad efter metallurgen Pavel Matvejevitj Obuchov som ledde uppförandet. 
Eftersom Finland under drygt 100 år var ett Storfurstendöme under Ryssland har ett stort antal kanoner från Obuchov-fabriken installerats i finska försvarsanläggningar. Åtskilliga av dessa finns kvar som museiföremål, vissa är dock underhållna och i användbart skick trots att de nu är över 100 år gamla.

## Kanoner från Obuchov-fabriken
(modellbeteckningarna är de som används inom finska försvaret)

### Infanterikanonmodell1914/15
Typbeteckning  37 K/14 Obuchov. Kalibern var 37 mm, pipans längd 62 cm och vikten 300 kg. Den är mycket lik en annan rysk kanon: 37 K/15 Rosenberg.
Ett litet antal av båda typerna erövrades från ryska armén av finska förband 1918 och användes främst som antitankvapen under tidiga Finska vinterkriget. Efter det kriget fanns 15 st Obuhov-kanoner i Finland. De övergavs dock snart därefter p.g.a. bristande ändamålsenlighet.(bildlänk nedan).

### Kustartillerikanonmodell 76/50-CR Canet
Kaliber 75 mm, räckvidd 9 km, 15 skott/minut. Från 1904. (bildlänk nedan)

### Tung kanon modell 152 K 04-200p
Kaliber 152,4 mm, räckvidd 11 km, vikt (klar) ca 5,5 ton, varav eldröret väger ca 3,3 ton. (bildlänk nedan)

### Tung kanon modell 152/45C
C = Canet, typ kustartillerikanon.
Kaliber 152,4 mm, räckvidd 20 km, vikt ca 17,7 ton. 

Finska försvaret hade under 1900-talet ett flertal kanoner av denna modell stationerade runt kusterna.
Det hade även en järnvägsburen kanon av denna modell, vilken provsköts första gången 1924. Under 2:a världskriget var den stationerad vid Ladogas östkust men avfyrade endast ett fåtal skott (bildlänk nedan).

### Kustartillerikanon modell 305/52 O
Kaliber 305 mm (12 "), räckvidd 32-50 km, ammunitionsvikt 450 kg, 1 skott/2 min. Tillverkades 1914. (bildlänk nedan).

#### Märklig historia
Tolv kanoner av denna typ tillverkades 1914 vid fabriken och installerades året efter på Svartahavsflottans nybyggda krigsfartyg Alexander III. Efter förlusten i slaget vid Perekopsundet på hösten 1920 flyr general Vrangel med många andra på 132 av Svartahavsflottans fartyg till den franska hamnen i Bizerte i Tunisien. 1928-1931 beslutar franska myndigheter att demontera fartygen och kanonerna förrådställs i "Sidi Abdula French naval arsenal" in Tunis. När Finland behöver hjälp i kriget 1940 skänker Frankrike dessa 12 kanoner som skeppas via Norge samma år. Dock hinner bara 8 av dem föras vidare till Finland innan den tyska invasionen av Norge sker i april 1940 och transportfartyget Nina beslagtas. Dessa fyra kanoner installerar tyskarna på ön Guernsey i Engelska kanalen under vintern 1941. Här beskjuts engelska fartyg med kanoner tillverkade av dess allierade.
De 8 kanonerna som nådde fram till Finland kom också till användning. Tre av dem monterades på var sin järnvägsburen artilleriplattform, modell TM 3-12, som Finland erövrat från ryssarna på Hangö. 1942 var reparationer och montering klar och de stationerades på Karelska näset. De övriga fem kanonerna kom också till användning på andra platser i Finland.

Vid stilleståndet med Ryssland 1944 återlämnades de tre järnvägsburna kanonerna till sannolikt något förvånade ryska militärer. Fram till 1984 använde det ryska försvaret de 3 kanonerna och idag finns en av dem på ett museum i Moskva.